# وراترآلدهید
وراترآلدهید (به انگلیسی: Veratraldehyde) یک ترکیب شیمیایی با شناسه پاب‌کم ۸۴۱۹ است. 